# Johannes Ferinarius

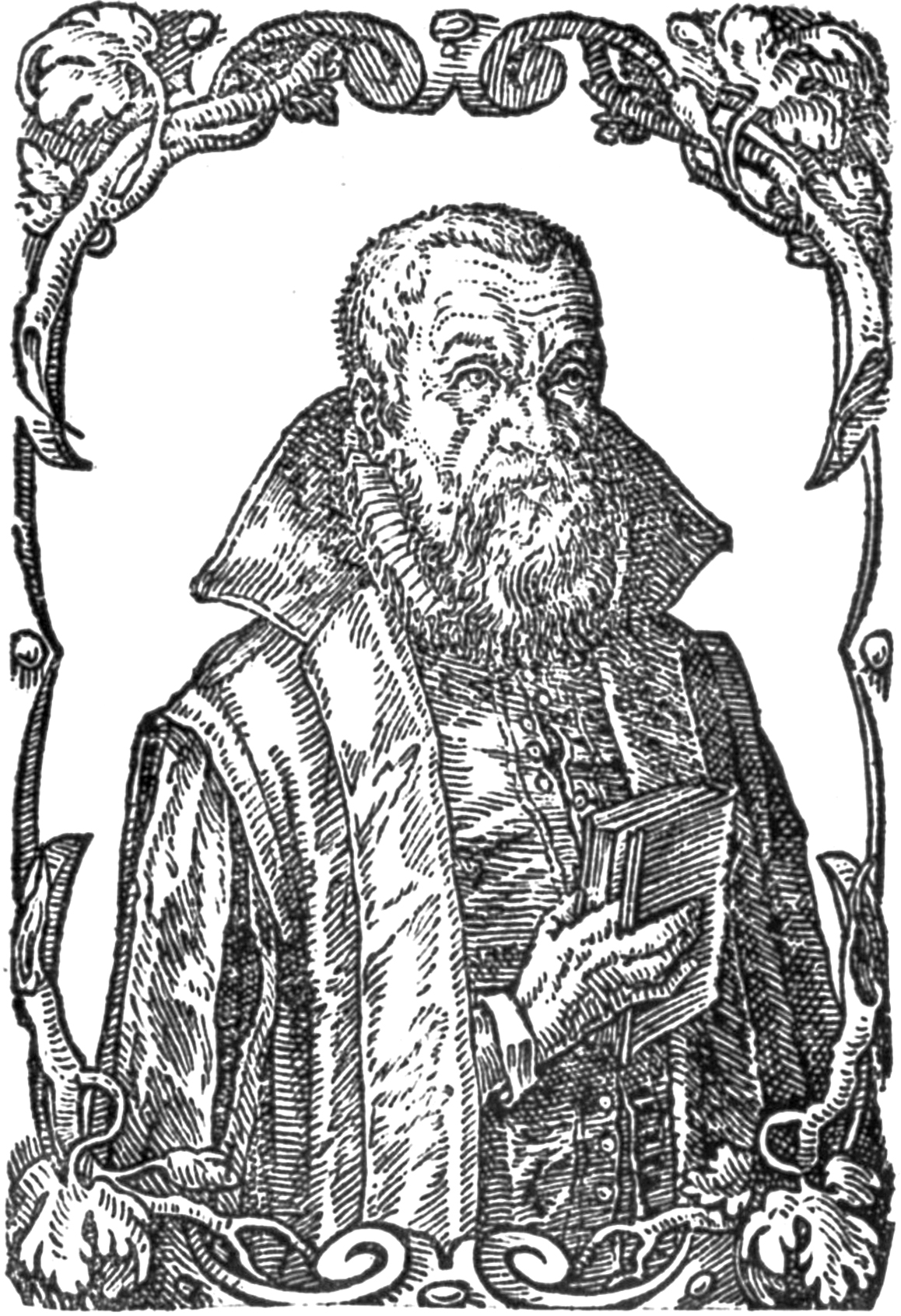
Johannes Ferinarius

Johannes Ferinarius (auch: Wildpräter; * 24. Juli 1534 in Stephansdorf; † 30. November 1602 in Marburg) war ein deutscher Pädagoge und lutherischer Theologe.

## Leben
Geboren als Sohn eines später in der Neumark wirkenden Pfarrers Jacob Wildpräter immatrikulierte er sich 1553 an der Universität Wittenberg, wo er ein Zögling Philipp Melanchthons war und mit Caspar Peucer und Zacharias Ursinus in Verbindung kam. Durch Ursinus lernte er bei einem Besuch in seiner Heimat Johann Crato von Krafftheim kennen, reiste nach Worms, wo er sich 1557 an dem Versuch einer Vereinigung der Evangelischen mit der Katholischen Kirche beteiligte und kehrte im Anschluss als Hauslehrer nach Wittenberg zurück.
1560 unternahm er eine Bildungsreise, die ihn nach Holland, Frankreich, nach Genf und nach Zürich führte. Von dort aus wurde er von Conrad Gessner nach Padua empfohlen, ging dann über Augsburg nach Wittenberg zurück. Dort erwarb er sich im März 1563 den akademischen Grad eines Magisters und begann an der Wittenberger Akademie im Mai, als Mitglied der philosophischen Fakultät, Vorlesungen zu halten. Nachdem er eine kurze Zeit das Rektorat in Freistadt übernommen hatte, folgte er einem Ruf des Kurfürsten August von Sachsens an die Leucorea und übernahm 1565 die dialektische Professur für Aristotelische Ethik von Petrus Vincentius.
1566 wurde er in dieser Funktion Dekan der philosophischen Fakultät, kehrte aber im Folgejahr nach Freistadt zurück, um erneut die dortige Schule bis 1572 zu leiten. Im Anschluss daran folgte er einem Ruf des Brieger Herzogs Georg II. und richtete dort nach dem Vorbild der sächsischen Fürstenschule in Meissen, Grimma und Schulpforta, in dessen Herzogtum Schlesien Schulen ein. Während dieser Zeit geriet er in konfessionelle Auseinandersetzungen und wurde als Kryptocalvinist Ostern 1575 wieder aus seiner Stellung entlassen.
Nach einer ruhelosen Zeit fand er 1576 bei Wilhelm IV. von Hessen-Kassel eine Anstellung als Professor für Geschichte und Poesie an der Universität Marburg. 1577 übernahm er die Leitung des Pädagogicums in Marburg und beteiligte sich an den kirchlichen Veränderungen seiner neuen Heimat. Zudem war er 1580, 1582 & 1584 Dekan der philosophischen Fakultät in Marburg und 1598 auch Rektor der Universität, beziehungsweise 1599 deren Prorektor.

## Familie
Ferinarius hatte sich 17. Mai 1563 in Wittenberg mit Magdalene Cruciger, die Tochter des Caspar Cruciger der Ältere und dessen Frau Apollina Günterode (* 1520 Leipzig; † 28. September 1557 Wittenberg), verheiratet. Aus der Ehe gingen drei Söhne und sieben Töchter hervor, wovon fünf Töchter den Vater überlebten. Von den Kindern kennt man:
1. Tochter Magdalene Ferinarius (~ 2. August 1564 in Wittenberg;)
2. Tochter Magdalena Ferinarius (* ± 1568; † 1. Juni 1608 in Bautzen) ⚭ Februar 1588 Marburg mit Hieronymus Treutler (* 14. Februar 1565 Schweidnitz; † 9. Dezember 1607 in Bautzen)
3. Sohn Jacob Ferinarius (* Breslau?) 1584 Uni. Marburg, 18. Juni 1590 Mag. phil. ebd., 19. Juli 1593 Uni. Heidelberg,
4. Tochter Kunigunde Ferinarius (* 19. November 1581 in Marburg) ⚭ I. 25. Oktober 1598 in Marburg mit Mag. Conrad Vietor (entfernte sich am 17. März 1608 aus Marburg, trat zum jüdischen Glauben, lebte unter dem Namen Mosch Pardo in Thessaloniki, ⚮ 28. August 1611 in Frankenburg)[2], ⚭ II. 8. Oktober 1611 mit Albert Szenci Molnár (* 30. August 1574 Wartenberg/Ungarn; † 17. Januar 1634 Klausenburg/Siebenbürgen)
5. Tochter Elisabeth Ferinarius ⚭ 25. Oktober 1598 in Marburg mit Dr. jur. Andreas Schöps (* Juni 1570 Bunzlau/Schlesien; † Dezember 1609 Bautzen) Stadtsyndikus & Kanzler,
6. Tochter Marie Ferinarius ⚭ 29. März 1606 in Marburg mit Gerhard Guedt (auch: Cude)
7. Tochter Christine Ferinarius ⚭ 1607 mit Dr. jur. Christopher Schöps

## Werke (Auswahl)
- Oratio de studiies doctrinarum recitata cum susciperet gubernationem scholae in oppio Silesiae Freistatt, Wittenberg 1565, 1572
- Oratio de perpetua praesentia filii Dei in genere humano et in ecclesia inde ab initio mundi usque ad reditum ipsius ad judicum, redicta Witteb. (qua Decanus) d. 18. Febr. 1567. Wittenberg 1567
- Oratio de caussis, cur necesse sit tenera ingenia formari literis et disciplina liberali, pronunciata. Wittenberg 1567
- Institutiones christianae per interrogatioes et respomsiones editae. Wittenberg 1571
- Oratio de dignitate doctrinae Ethices, habita 1565 cum inciperet lectionem publicam Ethicorum. Wittenberg 1571
- Capita pietatis christiane, lieber accommodatus et necessarius eccliis et scholis amplectentibus Confeesionem Augustanam, Wittenberg 1571, Marburg 1578
- Exegesis perspicua et ferme integra controversiae de sacra coena, Leipzig 1574
- Oratio de vita et obitu – Joh. Heintzenbergeri J.U.D et Cancell. Marburg 1581
- Oratio quae describit vitam ac mortem Reinh. Schefferi, Cancellarii. Marburg 1587
- Epitaphium Jo Clotzii, Cancell. Marburg 1589
- Progr. poest. in memoriam nativitatis filii Dei, Dom. nostri Jesu Christi. Marburg 1599
- Commentatio de Joach. Curaei, summo saeculi XVI. medico, theologo, philosopho, historico, Liegnitz 1601, Marburg 1853